# Museo de Arte Contemporáneo (Aguascalientes)
El Museo de Arte Contemporáneo de Aguascalientes o Museo de Arte Contemporáneo 'Número 8' es un recinto museográfico ubicado en Aguascalientes, Aguascalientes. Ubicado en su inauguración en el número 222 de la calle Juan de Montoro, se ubica desde 1998 en un almacén antiguo conocido popularmente como El Número Ocho. Contiene una colección amplia procedente de fondos donados y adquiridos de arte contemporáneo preservados por el Instituto Cultural de Aguascalientes.
El edificio en donde se localiza el museo es obra de Refugio Reyes Rivas y Samuel Chávez, hecho con cantera rosa y de portada ochavada. El museo está alojado en esta edificación desde 1998, cuando fue alojado en la muestra del Encuentro de Arte Joven. 